# Stazione di Kitahiroshima
La stazione di Kitahiroshima (北広島駅?, Kitahiroshima-eki) è una stazione della città omonima situata sulla linea Chitose. Il nome non deve trarre in inganno, in quanto non si tratta di una stazione della città di Hiroshima, situata nell'Honshū occidentale.

## Linee
JR Hokkaido
■ Linea Chitose

## Struttura
La stazione è dotata di una banchine che serve 2 binari.
| 1 | ■ Linea Chitose |  | Per Minami-Chitose, Aeroporto di Shin-Chitose, Tomakomai, Muroran e Hakodate |
| 2 | ■ Linea Chitose |  | Per Minami-Chitose, Aeroporto di Shin-Chitose, Tomakomai, Muroran e Hakodate |
| 3 | ■ Linea Chitose |  | Per Sapporo, Teine e Otaru                                                   |
| 4 | ■ Linea Chitose |  | Per Sapporo, Teine e Otaru                                                   |

## Stazioni adiacenti
| «             | Servizio       | »             |
| Linea Chitose | Linea Chitose  | Linea Chitose |
| ------------- | -------------- | ------------- |
| Shimamatsu    | Locale         | Kami-Nopporo  |
| Eniwa         | Rapido Airport | Shin-Sapporo  |